# Radola Gajda
Radola Gajda, de son vrai nom Rudolf Geidl : 14 février 1892 - 15 avril 1948, est un militaire monténégrin puis tchécoslovaque.

## Biographie
Il fut un des généraux des Légions tchèques. Il combattit également dans les armées blanches durant la guerre civile russe, de 1918 à 1919. Après la guerre, en 1925, le général-major fonda le Národní Obec Fašistická, la Communauté nationale fasciste, qui suivit le fascisme italien.